# Hipóstase

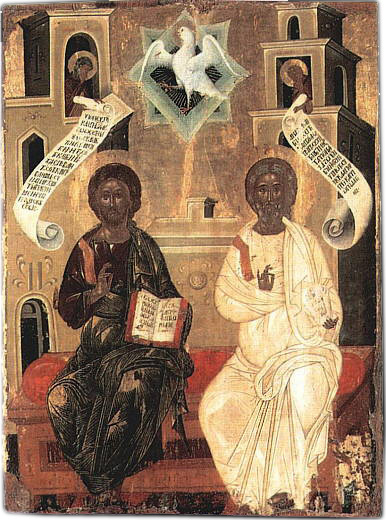
Ícone cretense, representando a Trindade, Veneza (século XVI)

Hipóstase (em grego clássico: ὑπόστᾰσις - hypostasis, "substância") é um termo grego que pode se referir à natureza de algo, ou a uma instância em particular daquela natureza. Durante as controvérsias cristológicas e trinitárias nos séculos III e IV, o segundo significado prevaleceu no uso da doutrina. O termo passou a ser um sinônimo da palavra latina persona, o indivíduo de uma natureza racional. A partir do século IV passou a ser contrastado com o termo ousia como significando 'realidade individual' nos contextos cristológicos e trinitários.
O termo ainda é utilizado em grego moderno com o significado de "existência", juntamente com o termo ὕπαρξις (hýparxis) e τρόπος ὑπάρξεως (tropos hypárxeos), este último significando "existência individual".

## Teologia cristã
Nos concílios ecumênicos, a terminologia do termo foi clarificada e padronizada para que a fórmula "Três hipóstases em uma ousia (essência)" fosse aceita como a epítome da doutrina ortodoxa sobre a Trindade: de que o Pai, o Filho e o Espírito Santo são três diferentes hipóstases em uma única divindade. A palavra também é utilizada para se referir à divindade de Cristo, na chamada união hipostática de suas naturezas - divina e humana - em uma única hipóstase.
A palavra em si foi tema de grande controvérsia e confusão ao longo dos anos, especialmente no debate entre os críticos da doutrina da Trindade e seus defensores.

### Cristianismo primitivo
Nas obras do cristianismo primitivo, o termo é utilizado para denotar o "ser" ou a "realidade substantiva" e nem sempre é possível distinguir seu significado da palavras ousia (essência). Ele foi utilizado desta forma por Tatiano, Orígenes e no anátema anexo ao Credo de Niceia (325).

### Concílios ecumênicos
Foi principalmente sob a influência dos Padres Capadócios que a terminologia foi padronizada para ser utilizada na definição ortodoxa da Trindade. Este consenso, porém, não foi conquistado facilmente. Os teólogos no ocidente traduziam "hypo-stasis" como "sub-stantia" (substância) e entendiam que os teólogos orientais, quando falavam em "três hipóstases" na divindade estariam falando de três "substâncias", gerando confusão e acusações de triteísmo. A partir de meados do século IV em diante, a palavra passou a ser contrastada com ousia e utilizada para significar "realidade individual", especialmente nos contextos trinitários e cristológicos.

## Filosofia
Na filosofia de Plotino, Deus se deriva em três hipóstases - uno, nous (inteligência) e alma -, que ele comparava, respectivamente, à luz, ao sol e à lua. Mas o termo foi utilizada por diferentes tradições filosóficas com significados totalmente diferentes daquele adotado por Plotino. Também é encontrado entre os gnósticos. Um dos livros da biblioteca de Nag Hammadi se chama "A Hipóstase dos Arcontes".
No artigo Questões de Método, que serve de Introdução ao livro Crítica da Razão Dialética, do filósofo francês Jean-Paul Sartre, podemos obter um bom exemplo do emprego contemporâneo do termo hipóstase:
| “ | Para alguns, a Filosofia aparece como um meio homogêneo: os pensamentos nascem e morrem nele, os sistemas nele se edificam para nele desmoronar. Outros consideram-na como uma certa atitude cuja adoção estaria sempre ao alcance de nossa liberdade. Ainda para outros, é vista como determinado setor da cultura. Em nossa opinião, a Filosofia não existe; sob qualquer forma que seja considerada, essa sombra da ciência, essa eminência parada da humanidade não passa de uma abstração hipostasiada. De fato, existem várias filosofias. Ou melhor - porque nunca encontrareis, em determinado momento mais do que uma que seja viva -, em certas circunstâncias bem definidas, uma filosofia se constitui para dar expressão ao movimento geral da sociedade; e, enquanto vive, é ela que serve de meio cultural aos contemporâneos. Esse objeto desconcertante apresenta-se, simultaneamente sob aspectos profundamente distintos, cuja unificação opera constantemente. | ” |
|   | — Crítica da Razão Dialética, Jean-Paul Sartre. |   |

Nesse parágrafo, Sartre demonstra como a ideia de uma Filosofia, normalmente designada por nós como a Filosofia, na verdade, só existe em nossa mente. O que a história demonstra é que cada período possui a sua filosofia, não podendo unificar tudo isso ao nome de a Filosofia.